# الأخلاق النيقوماخية
الأخلاق النيقوماخية هي إحدى تصانيف أرسطو اهداه إلى ابنه نيقوماخس. والكتاب صحيح النسبة إلى أرسطو، وفيه يدرس الأخلاق والفضائل.
وقد ترجم الكتاب إلى العربية في القرن الثالث الهجري وشرحه الفلاسفة المسلمون ومنهم ابن رشد المتوفى 595 هـ.

## نبذة عن الكتاب
يقول أرسطو في مقدمة الكتاب:
ثم يفصل الغايات من الأفعال واختلافها، فيتساءل:
ويعدد الأمثلة التي يشرح بها رأيه فيقول:
ومن الأفكار المهمة التي يطرحها أرسطو فكرة «الوسط» في تعريف الفضائل. حيث أنه يرى أن الفضيلة الخلقية هي وسط بين رذيلتين. فعلى سبيل المثال الشجاعة، هي الوسط بين التهور والجبن. أما الكرم، فهو الوسط بين التبذير والإسراف إلخ.

### أقسام الكتاب
يقع الكتاب في عشر مقالات:
- الأولى في غاية الحياة.
- الثانية في الفضيلة.
- الثالثة إلى التاسعة في الارادة والاختيار والقول في الفضائل والرذيلة.
- العاشرة في غاية الحياة لا كما يرى السواد بل كما يرى الفيلسوف.[4]

## في التراث العربي

### المتقدمين

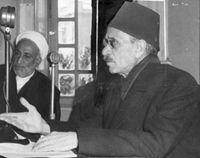
أحمد لطفي السيد - مترجم الكتاب إلى العربي عبر ترجمة فرنسية.

نُقل الكتاب إلى العربية ضمن حركة الترجمة في العصر العباسي الأول من قبل إسحاق بن حنين المتوفى 298 هـ. كما شرحه (أو اختصره) ابن رشد، إلا ان هذا العمل لم يبقى منه الا شذرات نشرها بعض المستشرقين ثم نشرها عبد الرحمن بدوي ضمن نشرته لترجمة اسحاق، التي صدرت عن وكالة المطبوعات (الكويت) سنة 1979 م.

### المتأخرين
نقلها أحمد لطفي السيد إلى العربية بعنوان «علم الأخلاق إلى نيقوماخوس». لكنه لم ينقلها عن اليونانية مباشرة بل نقلها عن ترجمة فرنسية للمستشرق بارتملى سانتهلير، وصدرت النسخة العربية سنة 1919 م.
وبعد هذه الترجمة هنأ الشاعر أحمد شوقي، هنأ السيد على عمله في أبيات مطلعها: